# Physostome

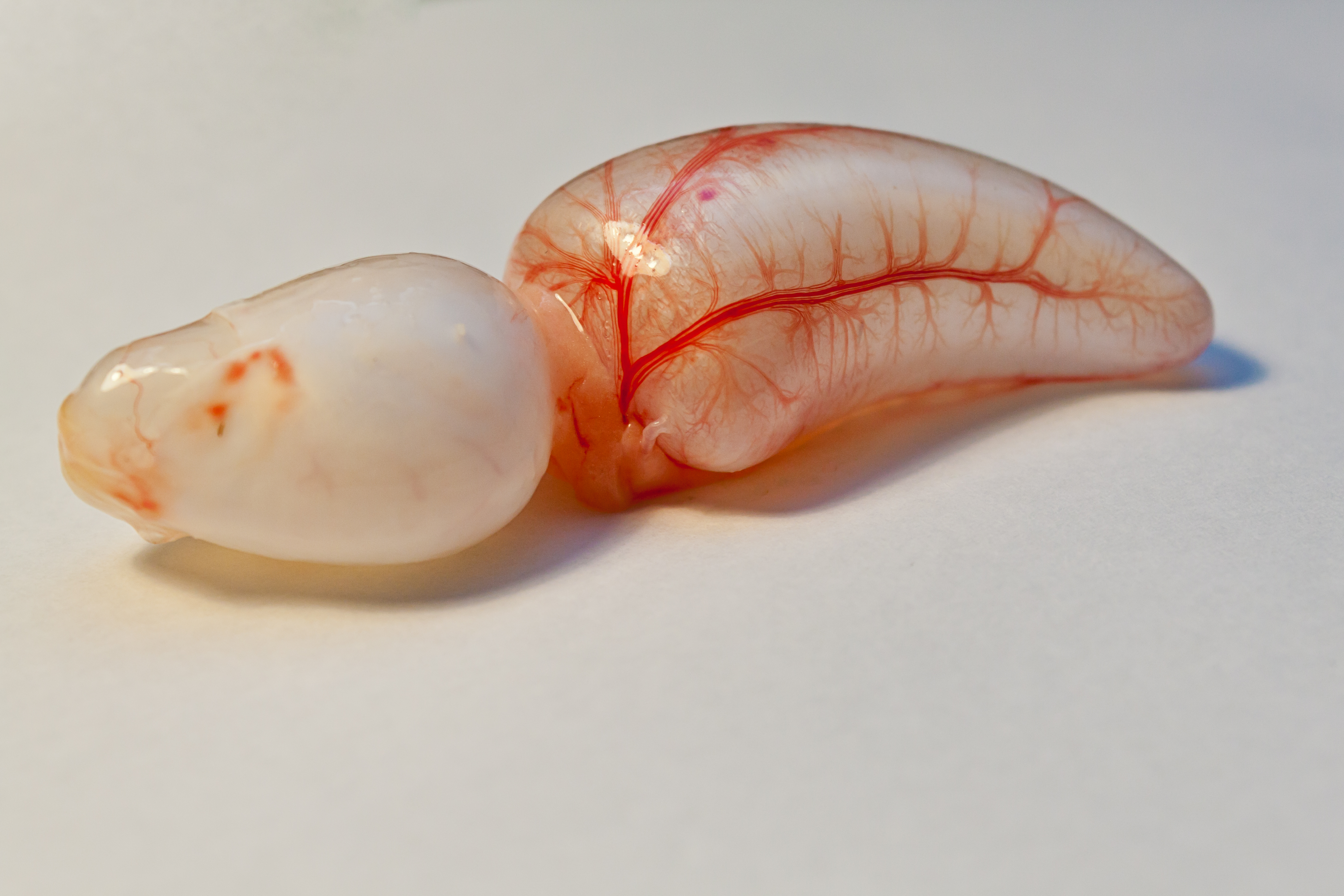
Vessie natatoire d'une brème commune

Les physostomes sont des poissons ayant un canal pneumatique reliant la vessie natatoire à l'œsophage. Cela permet au poisson de remplir ou vider sa vessie natatoire par la bouche. Il peut ainsi rapidement monter dans l'eau sans que sa vessie n'explose.
À l'inverse, les poissons dont la vessie natatoire n'est pas reliée à l'appareil digestif sont appelés physoclistes.
Plus rarement, certains poissons physostomes peuvent utiliser leur vessie natatoire en tant que poumons, leur permettant de survivre avec très peu d'oxygène dans l'eau.